# コヤスノキ
コヤスノキ（子安木、子安の木、Pittosporum illicioides）は、トベラ科トベラ属に属する常緑性の広葉樹である。

## 分布
ユーラシア大陸東端部の中国と台湾に分布するほか、日本列島では兵庫・岡山県境付近の南部の山林にのみ自生し、社寺林に多い。日本列島におけるコヤスノキの分布の北東限は福崎町付近と見られている。1900年に大上宇市が発見し、牧野富太郎が新種としてPittosporum illicioides Makino（ピトスポルム・イリシオイデス・マキノ）と命名した。瀬戸内海沿岸地域には似た気候の場所が他にもあるのにもかかわらず、なぜ限られた地域にしか分布していないのか理由はよくわかっていない。このようなこともあり、相生市磐座神社と上郡町大避神社のコヤスノキ叢林は兵庫県の天然記念物に指定されている。また維管束植物レッドデータブックで準絶滅危惧種に指定されている。ただ日本において、一般にはこの地域だけに自然に遺存したとされているが、人為的に植栽されたものが広がったのではないかとの考えもある。

## 形態
葉は長卵形で先が尖り、近縁種トベラより薄い。雌雄異株。初夏に長い花梗の先に淡黄色の花をつける。果実は蒴果で、晩秋に黒く熟し垂れ下がり、裂けて赤い粘着性の種子が現れるため、よく目立つ。

## 性質・信仰
コヤスノキは外力によって健康な枝が折られると、折れた場所から新たな芽が出てくるという性質を持っている。この性質を新たに子供ができることに喩えて、江戸時代には安産の御守りとして用いられた。